# Waleriusz
Waleriusz – imię męskie i oboczna forma imienia Walery.
Żeński odpowiednik: Waleria
Waleriusz imieniny obchodzi 16 stycznia, 28 stycznia, 29 stycznia i 19 lutego.
Znane osoby noszące to imię:
- Waleriusz z Trewiru - święty, drugi biskup Trewiru
- Waleriusz Flakkus, poeta rzymski